# Entoloma pseudoturci
Entoloma pseudoturci är en svampart som beskrevs av Noordel. 1984. Entoloma pseudoturci ingår i släktet Entoloma och familjen Entolomataceae.  Arten är reproducerande i Sverige. Inga underarter finns listade i Catalogue of Life.